# ジョーダンじゃない!?
『ジョーダンじゃない!?』は、一部フジテレビ系列局で放送された生活情報バラエティ番組である。制作局のフジテレビでは1992年4月6日から1993年4月2日まで、毎週月曜 - 金曜 10:30 - 11:25 (JST) に放送。

## 概要
小倉智昭と中村江里子が総合司会を務めた帯番組で、『夕食ばんざい』や『いいものセレクション』をコーナーに擁していた。しかしながら、1972年放送開始の『リビング11』以来同時間帯の情報番組枠で設けられていた報道センターからのニュースコーナーはこの番組では行われず、2007年10月放送開始の『ハピふる!』がニュースコーナーを復活させるまで15年半行われなかった。なお小倉の起用は所属事務所の会長だった大橋巨泉が当時の鹿内宏明会長に「鹿内さん、うちの小倉をおたくの情報番組の総合司会者として使えないだろうか」と懇願したもので、それ以降小倉は『情報プレゼンター とくダネ!』が2021年3月に終了するまで29年間、フジテレビの午前の帯番組の司会を務めていた。
常に怒った表情の目覚まし時計を模したキャラクターが存在した。オープニングのBGMには、沖縄音楽調の曲を用いていた。

## 出演者
小倉以外は全員前番組『ザ・ビッグチャンス!』からの継続出演。

### 総合司会
- 小倉智昭 - 後番組『どうーなってるの?!』でも引き続き総合司会を務めた。
- 中村江里子（当時フジテレビアナウンサー） - 小倉と同様に、『どうーなってるの?!』でも引き続き総合司会を務めた。

### 夕食ばんざい
- 結城貢
- 筒井櫻子（フジテレビアナウンサー、1992年9月まで）
- 佐藤里佳（フジテレビアナウンサー、1992年10月から）

### いいものセレクション
- 中野安子

### コメンテーター
- 森末慎二
- ほか

## スタッフ
- 企画：鈴木哲夫・遠藤龍之介・高橋松徳（共にフジテレビ）
- 構成：松岡孝・島崎伸一（共にTMプロジェクト）
- 技術：八峯テレビ
- ロケ取材：VIC
- 美術：山田茂夫
- 進行：堀部信行
- デザイン：石森慎司（フジテレビ）
- タイトル：加藤啓次
- 効果：プロジェクト80
- 音楽：棚部陽一
- CG：桃園隆夫
- 協力：フルネット、三洋電機
- ディレクター：朝川昭史、浜谷知典、鹿又泰宏、漆原功一
- プロデューサー：古賀憲一、大島正、峰一郎
- 制作協力：日本テレワーク
- 制作著作：フジテレビ

## タイムテーブル
- 10:30- オープニング、今日の特集
- 10:57- 赤丸チェック
- 11:00- 第二部・飛び乗り
- 11:01- 夕食ばんざい
- 11:10頃- いいものセレクション
- 11:20頃- 今日のジョーダンじゃない!?、エンディング

## 放送局
| 放送対象地域   | 放送局             | 系列           | 放送時間                  | 備考                                                         |  |
| -------------- | ------------------ | -------------- | ------------------------- | ------------------------------------------------------------ |  |
| 関東広域圏     | フジテレビ         | フジテレビ系列 | 月曜 - 金曜 10:30 - 11:25 | 製作局                                                       |  |
| 岩手県         | 岩手めんこいテレビ | フジテレビ系列 | 月曜 - 金曜 10:30 - 11:25 |                                                              |  |
| 福島県         | 福島テレビ         | フジテレビ系列 | 月曜 - 金曜 10:30 - 11:25 | 11時台は『奥さまリビング』に改題して編成上は別枠扱いで放送。 |  |
| 島根県・鳥取県 | 山陰中央テレビ     | フジテレビ系列 | 月曜 - 金曜 10:30 - 11:25 |                                                              |  |
| 岡山県・香川県 | 岡山放送           | フジテレビ系列 | 月曜 - 金曜 10:30 - 11:25 |                                                              |  |
| 熊本県         | テレビ熊本         | フジテレビ系列 |                           |                                                              |  |
| 宮城県         | 仙台放送           | フジテレビ系列 | 月曜 - 金曜 11:00 - 11:25 | タイトル改題なし(飛び乗りネット)                             |  |
| 山形県         | 山形テレビ         | フジテレビ系列 | 月曜 - 金曜 11:00 - 11:25 | タイトル改題なし(飛び乗りネット)                             |  |
| 静岡県         | テレビ静岡         | フジテレビ系列 | 月曜 - 金曜 11:00 - 11:25 | 『奥さまリビング』に改題(飛び乗りネット)                     |  |
| 広島県         | テレビ新広島       | フジテレビ系列 | 月曜 - 金曜 11:00 - 11:25 | 『リビング情報』に改題(飛び乗りネット)                       |  |
| 愛媛県         | 愛媛放送           | フジテレビ系列 | 月曜 - 金曜 11:00 - 11:25 | 『リビング11』に改題(飛び乗りネット)                         |  |
| 福岡県         | テレビ西日本       | フジテレビ系列 | 月曜 - 金曜 11:00 - 11:25 | 『ナイスリビング』に改題(飛び乗りネット)                     |  |

このうち山形テレビは、テレビ朝日系列へのネットチェンジの6日前の1993年3月26日に放送を終了。3月30日と31日の11:00は『勇者特急マイトガイン』の1話と8話に割り当てられた（2話から7話まではパスされ、ネットチェンジ後9話から同時ネット）。